# 明星院 (五島市)
明星院（みょうじょういん）は、長崎県五島市にある高野山真言宗の仏教寺院。五島の真言宗本山。
本尊は虚空蔵菩薩。五島八十八カ所霊場第一番札所。
本尊は秘仏とされており容易に見る事はできない。

## 歴史
明星院の名は弘法大師空海により命名されたと伝えられている。
中国から帰った空海が明星院に虚空蔵菩薩が安置してあると聞き赴き、虚空蔵求聞持法にて真言「ナウ ボゥ アキャシャ ギャラバヤ オン アリキャ マリボリ ソワカ」を100万回唱え終えた日の未明、明けの明星（金星）から凄まじい光が差すのをのを見て「中国で収めた密教が今後の日本の済世利民に役立つ事の仏の証明を頂いた」として大変お喜びになり、この寺を「明星院」と名づけたという。
五島では最も古くからある寺院で空海により真言宗へ改宗し、五島列島の大半を治めた福江藩五島氏代々の祈願寺とされ栄えた。

## 寺院
注目すべきは、本堂の入り口上部の飾り彫りが龍や雲などではなく「象」である事。空海、最澄が帰国する前から存在している寺のためインド仏教の影響を窺える。
本堂の天井には様々な仏教画が格天井に描かれており、四隅には「迦陵頻伽（かりょうびんが）」が描かれている。
住職曰く「迦陵頻伽（かりょうびんが）」の美声を聞くと一瞬にして悟りを開いてしまうと言われている。
さらに、本尊側から本堂入り口に向かって格天井を見ると（通常は入れません）格天井の仏教画の色が光の加減で鮮やかになり、さらに美しく映える。

また、かつては拝観料がかかっていたが、現住職になられてから（2010年10月現在）拝観料は無料になっている。

## 行事
- 2月3日 節分・星祭大護摩祈祷会
- 2月15日 常楽会
- 2月21日 初大師・星祭大護摩祈祷会
- 3月中日 春季彼岸法会
- 4月21日 正御影供（大師祭）年中最大行事
- 6月15日 祖師降誕会（青葉祭）
- 8月7日 施餓鬼会
- 8月15日 盂蘭盆会
- 9月中日 秋季彼岸法会
- 9月13日 本尊法会（旧）
- 毎月21日 月並御影供

## 文化財等
重要文化財（国指定）
- 銅造如来立像 - 像高26.2センチメートル。飛鳥時代末期、7世紀半ば頃の制作。左手首から先が失われており、本来の像名は不明だが、寺伝では薬師如来像とする。[1]

県指定有形文化財
- 本堂 - 1778年（安永7年）に焼失後当時の福江藩主五島盛運により再建されたもので、五島における現存最古の木造建築物である。
- 木造阿弥陀如来立像

その他
- 境内庭園の石橋 - 1810年（文化7年）架橋。

## 所在地・アクセス
五島市吉田町1905番地
- 五島市中心部から車で約10分。
- 県道49号を富江方面に向かい大円寺を過ぎたあたりで観光看板に従い右折し約400m。
- 駐車場4～5台
- 定期観光バスも運行されている。
- 本堂拝観時間 9:00～17:00頃

## 画像
- 正門近景（2013年6月撮影）
- 正門脇より本堂を望む（2013年6月撮影）